# Batalla de Kupiansk
La batalla de Kupiansk va ser una batalla de la contraofensiva ucraïnesa de Khàrkiv que va començar el 8 de setembre de 2022 i va acabar el 16 de setembre de 2022. Un article del Financial Times del 28 de setembre va descriure la batalla i l'avanç ucraïnès que la va precedir com "El viatge de 90 km que va canviar el curs de la guerra a Ucraïna".

## Preludi
Kupiansk va ser ocupada per les forces russes del 27 de febrer de 2022 al 10 de setembre de 2022. Tot i que l'exèrcit ucraïnès havia destruït un pont ferroviari per frenar l'avanç rus tres dies abans, l'alcalde de Kupiansk, Hennadiy Matsehora, membre de la Plataforma l'Oposició - Per la Vida, va lliurar la ciutat a l'exèrcit rus a canvi d'un cessament de les hostilitats, ja que els russos amenaçaven de prendre la ciutat per la força. Com a resultat, el govern ucraïnès va acusar Matsehora de traïció l'endemà. El 28 de febrer de 2022, Matsehora va ser arrestat per les autoritats ucraïneses. Més tard, Kupiansk es va convertir en la seu de facto de l'administració militar i civil de Khàrkiv recolzada per Rússia i una important ruta logística d'aprovisionament.

## Batalla
Abans de la batalla, l'estat major ucraïnès va reclamar un atac contra una base militar russa a Kupiansk el 5 de setembre on matar 100 soldats russos.
El 8 de setembre de 2022, després d'una contraofensiva ucraïnesa a gran escala capturant més de 20 assentaments en només dies, les autoritats d'ocupació russes a la ciutat van afirmar que les forces russes van començar a defensar Kupiansk.
Els soldats ucraïnesos del Regiment Kraken van entrar als afores de Kupiansk el 9 de setembre, recuperant l'edifici de l'ajuntament l'endemà al matí. La lluita va danyar gran part del centre de la ciutat. Més tard aquell dia, els funcionaris ucraïnesos van anunciar que Kupiansk havia estat alliberat.
Maxim Gubin, el substitut de l'alcaldia prorussa de Matsehora, havia fugit a Rússia després que Ucraïna tornés a prendre Kupiansk.
Les forces russes van evacuar al costat oriental del riu Oskil, a la ciutat de Kupiansk-Vuzlovyi, i van volar el pont de connexió amb la ciutat mentre es retiraven. Durant la batalla per la ciutat adjacent, les forces russes van bombardejar la fàbrica de carn local de Kupiansk, matant al voltant de mil porcs. Les forces ucraïneses van recuperar l'assentament el 16 de setembre. En les seqüeles immediates de la batalla, els cossos de soldats russos van ser escampats al voltant de Kupiansk i Kupiansk-Vuzlovyi.

## Conseqüències
Després de l'alliberament ucraïnès de les ciutats, les forces russes han bombardejat Kupiansk des de llavors. Els primers atacs contra la ciutat van ser el 13 de setembre, que va matar dos civils. L'endemà, una persona va ser ferida per atacs aeris.
El 18 de setembre, cinc persones van resultar ferides per bombardejos a Kupiansk.
El 27 de setembre, cinc civils van resultar ferits després d'un atac rus a una església de Kupiansk.